# Sankt Johann am Walde
Sankt Johann am Walde, též St. Johann am Walde, je obec v okrese Braunau v rakouské spolkové zemi Horní Rakousy.

## Geografie
Sankt Johann leží v oblasti Innviertel. Přibližně 65 % rozlohy obce tvoří lesy a 32 % zemědělská půda.